# Parapontocaris bengalensis
Parapontocaris bengalensis is een garnalensoort uit de familie van de Crangonidae. De wetenschappelijke naam van de soort is voor het eerst geldig gepubliceerd in 1891 door Wood-Mason in Wood-Mason & Alcock.